# Ahuitzotl
Ahuitzotl [avicotl] (1486–1502) byl aztécký vládce, který ve vládě následoval po svém starším bratrovi Tizocovi. Po nástupu k moci při příležitosti dokončení hlavní pyramidy s chrámem bohů Huitzilopochtliho a Tlaloca nechal obětovat téměř dvacet tisíc zajatců, včetně žen a dětí, které Ahuitzotl zajal během dvouletého tažení do severní Oaxaky. Obětní obřad trval čtyři dny, od svítání do soumraku.
Ahuitzotlova vláda byla dobou vojenských tažení směřovaných na jih a na sever od aztécké říše, i dobou povstání, která bylo neustále třeba potlačovat. Hlavní město říše, Tenochtitlán, za jeho vlády výrazně rostlo, jak dokazuje např. skutečnost, že dal ve městě postavit nový vodovod.